# Vieux-Québec
Vieux-Québec ist der historische Stadtkern von Québec in Kanada. Das Gebiet umfasst die Oberstadt (französisch Haute-Ville) auf dem Felssporn Cap Diamant und die Unterstadt (Basse-Ville) am Sankt-Lorenz-Strom. Seit dem 3. Dezember 1985 ist die Altstadt ein Welterbe der UNESCO, seit 1963 steht sie auch als arrondissement historique (historischer Bezirk) unter Schutz. Die Oberstadt ist von den 4,6 km langen Stadtmauern von Québec umgeben, der einzigen erhalten gebliebenen Stadtbefestigung Amerikas nördlich von Mexiko. Insgesamt bedeckt die Altstadt eine Fläche von 135 Hektar und zählt rund 1400 Gebäude, die bis ins 17. Jahrhundert zurückreichen. Administrativ gehört Vieux-Québec zum Arrondissement La Cité-Limoilou.

## Oberstadt (Haute-Ville)
1620 wählte Stadtgründer Samuel de Champlain das Gelände der heutigen Oberstadt als Standort des Fort Saint-Louis. Bald etablierte sich die Gegend als administratives und institutionelles Zentrum der Stadt, ebenso als bevorzugte Wohnlage des gehobenen Bürgertums und des Adels. Nach der Eroberung im Jahr 1759 siedelte sich hier auch die britische Elite an. Grossflächige militärische Anlagen wie Exerzierplätze, Bastionen und die Zitadelle von Québec schränkten lange Zeit die Expansion der Oberstadt ein. In den 1860er Jahren wurden mehrere der ursprünglichen Stadttore abgerissen, um den Verkehrsfluss zu verbessern. Als auch die Stadtmauern abgerissen werden sollten, setzte sich im Jahr 1871 ein Komitee um Generalgouverneur Lord Dufferin erfolgreich zur Wehr und erreichte auch den Wiederaufbau von zwei Toren.
Gleichwohl blieben die Bemühungen um den Erhalt der historischen Bausubstanz zunächst in einem bescheidenen Rahmen. In den 1920er Jahren gab sich die Stadtverwaltung betont progressiv und ließ zahlreiche Gebäude abreißen, um Platz für breitere Straßen und moderne Neubauten zu schaffen. Besonders augenfällig war dieses Vorgehen, als das Papierunternehmen Price Brothers zwischen 1929 und 1931 mitten in der Altstadt ihren Hauptsitz errichten durfte, das Édifice Price. Gegen die Gefährdung des architektonischen Erbes regte sich politischer Widerstand, der allmählich einen Gesinnungswandel herbeiführte.
Während in den 1950er Jahren noch ein gewisser Verfall der historischen Bausubstanz festzustellen war, konnte das historische Stadtviertel ab den 1970er Jahren allmählich wiederbelebt werden. Heute ist die Oberstadt ein beliebter Anziehungspunkt für Touristen, wozu insbesondere die französisch geprägte Architektur der frühen Neuzeit beiträgt, die in Nordamerika in dieser Reichhaltigkeit und Konzentration einmalig ist. Die meisten Gebäude der Oberstadt stammen aus dem frühen 19. Jahrhundert, einzelne Bauten reichen bis in die zweite Hälfte des 17. Jahrhunderts zurück. Die markantesten Gebäude sind neben dem Édifice Price das Luxushotel Château Frontenac, die katholische Kathedrale Notre-Dame de Québec, die anglikanische Kathedrale Holy Trinity, das Séminaire de Québec, die Zitadelle und das Hôtel de Ville.

## Unterstadt (Basse-Ville)
Die Unterstadt am Fuße von Cap Diamant ist einige Jahre älter als die bis zu 90 Meter höher gelegene Oberstadt. An der heutigen Place Royale entstand unter der Leitung von Samuel de Champlain die Habitation de Québec, der erste Gebäudekomplex der Stadt. 1682 zerstörte ein Großbrand weite Teile der Unterstadt. Am Standort der Habitation entstand 1688 die Kirche Notre-Dame-des-Victoires, die erste ganz aus Stein bestehende Kirche Nordamerikas. In den 1970er Jahren fanden an den Gebäuden rund um die Place Royale umfangreiche Restaurierungs-, Rückbau- und Wiederaufbauarbeiten statt, um sie in den Zustand des späten 18. Jahrhunderts zurückzuversetzen. Das Vorhaben war umstritten, weil es ausschließlich das französische Kulturerbe berücksichtigte und spätere bauliche Entwicklungen aus der britischen bzw. kanadischen Zeit rückgängig machte.
Der südlich davon gelegene Stadtteil Petit Champlain hat seinen ursprünglichen Charakter ohne aufwändige Rekonstruktionen bewahren können. An der engen Rue du Petit-Champlain, einer dem Fuß des steilen Felshangs folgenden Fußgängerzone, stehen mehrere Wohn- und Geschäftshäuser aus dem späten 17. und frühen 18. Jahrhundert. Dazu gehört das 1683 erbaute Haus des französischen Entdeckers Louis Joliet. Mehrere Dutzend Freitreppen führen von der Unter- zur Oberstadt, wobei die meisten hölzerne Treppenstufen besitzen. Seit dem 17. Jahrhundert spielen Treppen eine wichtige Rolle im Leben der Stadt, da sie im steilen Gelände bedeutende Abkürzungen ermöglichen. Die älteste und bekannteste ist die um das Jahr 1660 entstandene Escalier Casse-cou («Halsbrechertreppe») vom Quartier du Petit Champlain hinauf zum Parc Montmorency. Zwischen Unter- und Oberstadt verkehrt seit 1907 eine Standseilbahn, die Funiculaire du Vieux-Québec.

## Historischer Bezirk
Durch ein vom Provinzparlament verabschiedetes Gesetz wurde die Altstadt 1963 zum historischen Bezirk (arrondissement historique) erklärt, ein Jahr später auch deren Peripherie. Seither gelten strenge Vorschriften zum Erhalt der historischen Bausubstanz. Aufgrund der großen historischen und architektonischen Bedeutung als einzige von Mauern umgebene Siedlung nördlich von Mexiko erklärte die UNESCO die Altstadt Québecs am 3. Dezember 1985 zum Welterbe.

## Liste von Sehenswürdigkeiten
1. 57–63, rue Saint-Louis
2. Altes Zollhaus
3. Cercle de la Garnison de Québec
4. Château Frontenac
5. Holy Trinity Cathedral
6. Dufferin-Terrasse
7. Édifice Price
8. Espace 400e Bell
9. Funiculaire du Vieux-Québec
10. Hôtel Clarendon
11. Hôtel de Ville
12. Hôtel-Dieu de Québec
13. Jesuitenkapelle
14. Maison François-Xavier-Garneau
15. Maison historique Chevalier
16. Maison Loyola
17. Maison Maillou
18. Maison Montcalm
19. Maison Sewell
20. Maison Têtu
21. Musée de la civilisation
22. Musée de l’Amérique francophone
23. Musée de la place Royale
24. Musée naval de Québec
25. Morrin Centre
26. Neues Zollhaus
27. Notre-Dame de Québec
28. Notre-Dame-des-Victoires
29. Palais de Justice
30. Parc Montmorency
31. Place d’Armes
32. Place Royale
33. Quartier Petit Champlain
34. Séminaire de Québec
35. Stadtmauern von Québec
36. Standort des Château Saint-Louis
37. Ursulinenkloster
38. Zitadelle von Québec